# Bent Rej
Bent Rej (født 1940, død 14. januar 2016) var en dansk fotograf.
Rej er blandt de fotografer, der har været tættest på The Rolling Stones. I 1965 og 1966 fotograferede han dem i deres hjem i London som den første og eneste.
Hans værker er blandt billederne i fotobogen The Rolling Stones, der i 2014 udkom på det tyske forlag Taschen. Bogen dokumenterer bandets 52-årige historie. 